# 苦丁茶

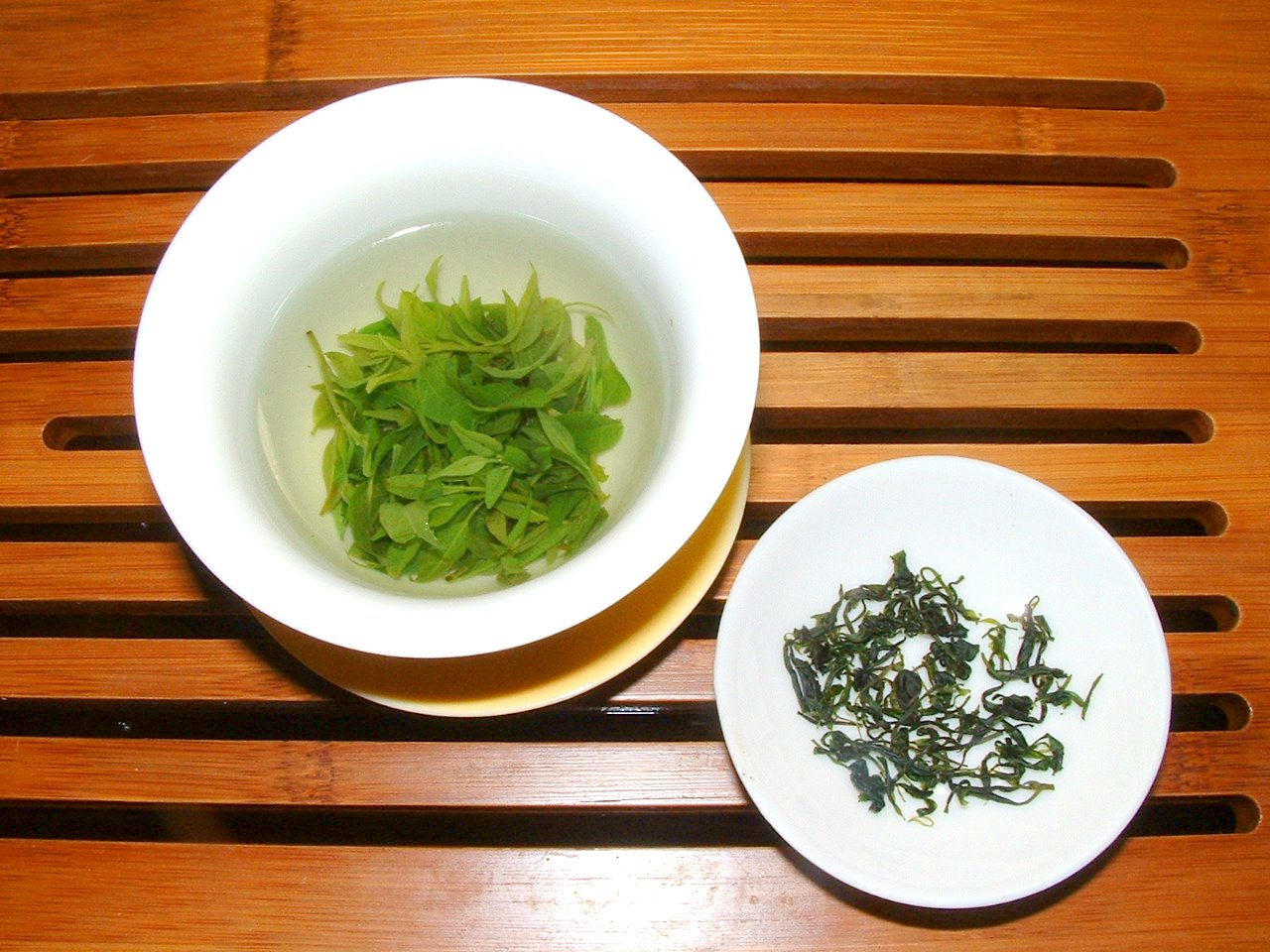
「青山緑水」の茶葉。

苦丁茶（くうていちゃ/くちょうちゃ）は、中国茶における茶外茶の一種。「丁」は捻ったような茶葉の形を指す。

## 概要
日本ではタラヨウの近隣種であるモチノキ科に属する Ilex kudingcha の葉を茶葉として加工したものが知られており、その名の通り、一般的な茶には無い強い苦みが特徴。健康茶として飲まれている。
世界的には数種類の植物の葉が苦丁茶 (Ku Ding tea) として飲まれている。主なものは2種類あり、Ilex kudingcha を苦丁茶として飲んでいるのは中国四川省と日本が中心で、四川省以外の中国ではモクセイ科イボタノキ属の Ligustrum robustum が苦丁茶として飲まれている。
90年代後半ごろからはLigustrum robustumも「苦味の少ない改良タイプ」として日本の市場に出回っており、四川省でも栽培されている。一般に、Ilex kudingchaは茶葉が大きく、Ligustrum robustumは茶葉が小さい。

## 歴史
別名「瓜芦」とも言い、皋芦、過羅、拘羅、物羅とも呼ばれた。8世紀の唐で書かれた『茶経』は、後漢時代に書かれた『桐君録』の中の苦丁茶に関する記載を引用しており、このときには既に飲まれていたことが分かる。ただし、これらは単に古代の茶であるとの説もある。唐代には広東省や海南島で飲まれていた。
明代に書かれた『本草綱目』の果部味類の条には「皋芦」の名で掲載されており、同時代の書には「苦，，無毒」と説明されている。

## 味
その名の通り、苦みがある。
上質な茶葉の場合、さわやかな苦みで非常に飲みやすい。
更に厳選された茶葉であると、口に含んだ時に強烈な苦みを感じ、嚥下した直後にさわやかな甘味を感じる、その変化を堪能できる。
しかし、抽出時間を長くすると、そのぶん苦みは強烈になる。
また、等級の低い茶葉であるほど、甘みが失われ、苦みが強くなる傾向がある。

## 等級
苦丁茶には、「特級」「一級」「二級」「三級」と四種類の等級がつけられている。ランクが高いほど味が良く、飲みやすい。また、水色（すいしょく、抽出された茶液の色）にも差があり、上質な茶葉で入れた苦丁茶の水色は、あざやかな緑色をしている。放置すると褐色に変化する。

## 代表的な苦丁茶

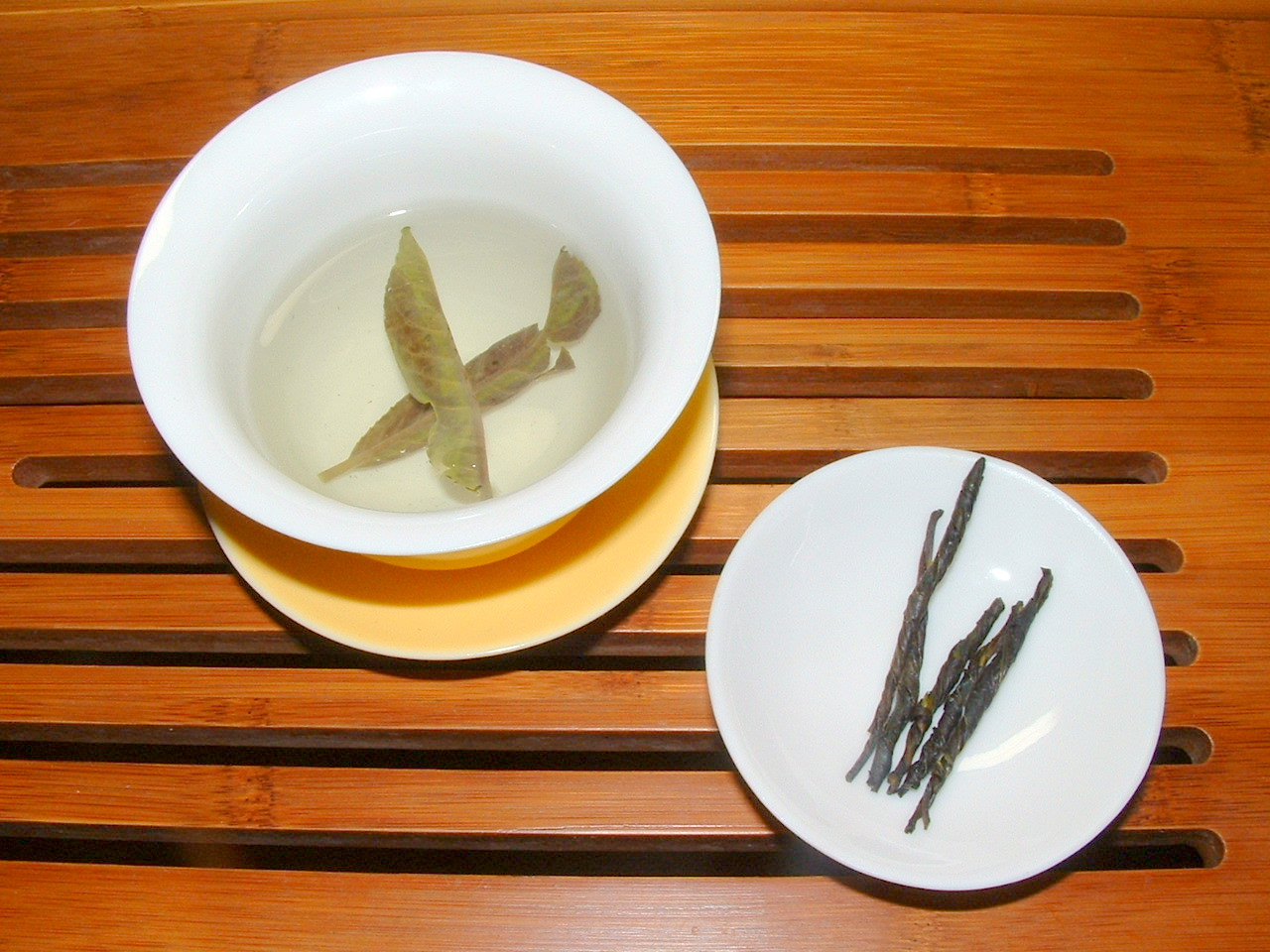
「一葉茶」の茶葉。

- 一葉茶 - 茶葉をこより状によっている。棒状（葉巻型）のものが一般的。輪の形のものもある。
- 青山緑水 - 新芽だけで作られている苦丁茶で、苦みが少なく、また茶葉もやわらかいので、お茶と一緒に食べることができる。新芽をつみ取る為、希少価値が高い。種子や苗は、中国国外への持ち出しが禁止されている。Ligustrum robustumの一品種[11]。

## 日本語における呼称について
今のところ、「苦丁茶」の、統一された日本語読みはない。
「くちょうちゃ」、「くうていちゃ」、「くていちゃ」、「くちんちゃ」、また、中国語の発音に近い「クディン」「クーディン」などと表現されている。

## 成分
苦味成分としてトリテルペンとその配糖体（サポニン）が含まれており、植物の種類によりさまざまなものが苦丁茶の原料となる植物から単離されている。トリテルペンとしてウルソール酸、β-アミリン、ルペオール、タラキセロール、ウバオールが、ステロイドとしてβ-シトステロールが報告されている。苦味成分以外では、モノテルペン配糖体およびそれらのクマル酸エステル、またポリフェノール類として、クロロゲン酸類やフェニルエタノイドの配糖体およびそれらの糖エステルも報告されている。
緑茶と比較してカテキン類（約1.7%）は含有量が少ないが、ルチン（約0.4%）はより多いとされる（緑茶は約8–20%のカテキン類を含む）。また、モチノキ科植物を使った苦丁茶は、ミネラルとして亜鉛、マンガン、銅、セレンを緑茶より多く含むと報告されている。一方、アミノ酸やアスコルビン酸（ビタミンC）は緑茶より少なく、カフェインは含まれていないとされる。

## 効用
中国では生薬として、風熱（熱っぽさ）を解消し、頭痛や眼精疲労を取り、解毒作用があるとされている。そのため、風邪、鼻炎、目のかゆみ、赤目、頭痛の際に飲まれる。解熱、下痢止めにも効果的とされる。痰を取り、咳止めにもなる。気管支炎にも効果的であり、消化を助け、気力と記憶力を充実させると言われている。
最近の研究では、Ilex と Ligustrum のいずれにも、ハーブとして血液循環を促進し、血圧を下げ、コレステロールを始めとする血中脂質を減らす若干の効果があることが確認されている。そのため、心臓や脳機能の悪化を防ぎ、適度な体重を保つ効果が期待されている。L. robustum には炎症を押さえ、体の酸化を防ぐ効果も見られる。